# 톰 밀러 (1990년)
토마스 "톰" 밀러(Thomas "Tom" Miller, 1990년 6월 29일 ~ )는 잉글랜드의 축구 선수이다.
11-12 프리시즌 경기에서 이청용 선수(당시 볼튼 원더러스 FC 소속)를 태클로 부상 입혀서 한국 축구팬들에게 알려졌다.